# Masa (wieś)
Masa – wieś w Estonii, w prowincji Sarema, w gminie Saare.

## Opis
W latach 1977–1997 wieś stanowiła część Kõljala. W zachodniej części wsi znajdowała się wieś Soodla, założona w 1945 r. - zlikwidowana w latach 70. XX wieku. Przed estońską reformą administracyjną w 2017 r., Masa należała do gminy Pihtla. 

## Nazwa
W źródłach historycznych nazwa miejscowości pojawia się w różnych wariantach: w 1774 roku jako Massa (karczma), w 1798 roku jako Masla (Masſa – zapis w atlasie Mellina zawiera błąd wynikający z zastąpienia długiego „s” literą „l”), a w 1923 roku jako Masa. 
Nazwa wsi pochodzi od zajazdu i noclegowni, które później przekształcono w farmę bydła. Słowo „masa” można tłumaczyć jako „krótki (i gruby), krępy, niski”.

## Powierzchnia
Powierzchnia 7 km2.